# ردیکا پوپسکو بیتانسکو
رُدیکا پوپسکو بیتانسکو (رومانیایی: Rodica Popescu Bitănescu؛ زادهٔ ۵ مهٔ ۱۹۳۸) بازیگر اهل رومانی است.
از فیلم‌هایی که وی در آن‌ها نقش داشته‌است، می‌توان به نمایش افتتاحیه اشاره نمود.